# Steinkirchen (Baviera)
Steinkirchen è un comune tedesco di 1 162 abitanti, situato nel land della Baviera.